# District de Xinluo

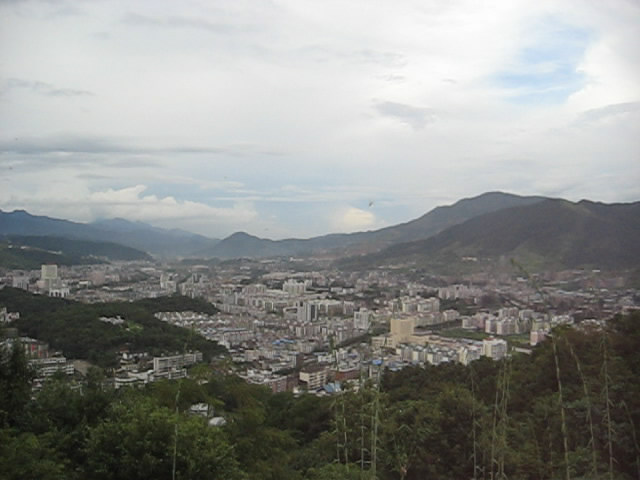
Le district de Xinluo de la ville de Longyan

Le district de Xinluo (新罗区 ; pinyin : Xīnluó Qū) est une subdivision administrative de la province du Fujian en Chine. Il est placé sous la juridiction de la ville-préfecture de Longyan.